# 裴损

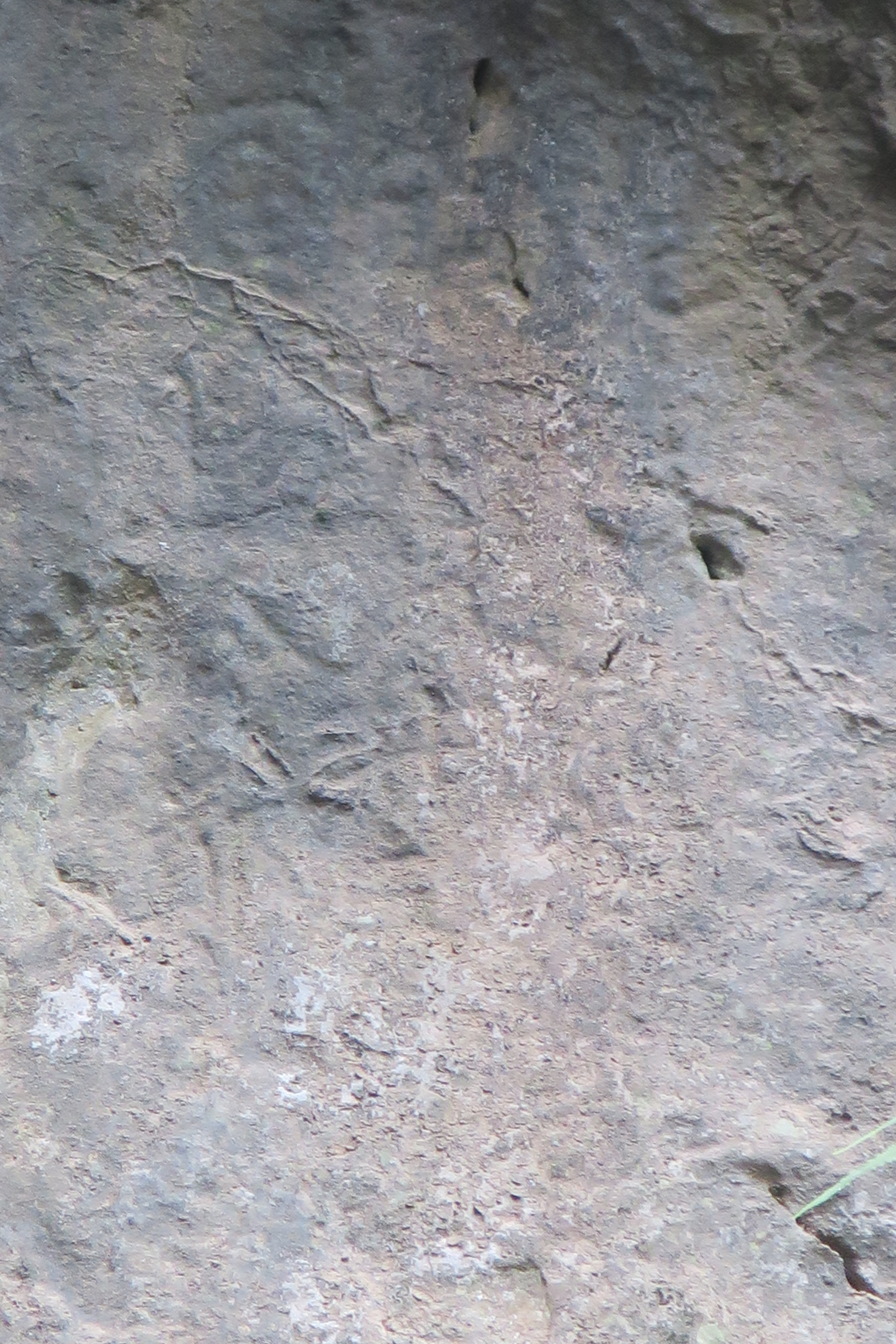
裴損于元和四年（809）在杭州風水洞與盧縝、鄭暐留下的題名。字跡已經比較漫漶，裴字在最左側。

裴损（?—?），绛州闻喜（今山西闻喜县）人，出自河东裴氏定著五房之一的南来吴裴。唐朝驸马。
裴损的高祖父是裴守真，赠户部尚书。裴守真第三子即裴耀卿。裴耀卿的弟弟太子中允裴春卿是裴损的曾祖父。裴损的祖父裴挺官至內直丞。裴损的父亲裴棠棣官至杭州刺史、大理卿。白居易的《冷泉亭记》提到“有裴庶子棠棣作观风亭”。元和九年（814年）三月十九丁卯，唐宪宗于麟德殿前召见大理卿裴棠棣之子裴损、前昭应令杜式方之子杜悰，各赐绯服，许尚公主。裴损后来娶了唐宪宗之女陈留公主，官至太子谕德。